# 超級星光大道 (第三屆)
《超級星光大道3》，是台灣電視歌唱選秀節目《超級星光大道》的第三屆賽事，以103位甄選的初賽參賽者為起端，許多比賽內容也與前兩屆雷同，主要評審有袁惟仁、黃韻玲、鄭建國（Roger）、張宇和黃小琥。中視無線台於2008年2月1日至2008年8月22日，台灣時間每星期五晚間10時00分全球首播（2008年5月2日前為晚間9時30分）；中天娛樂台則延遲一天於台灣時間星期六晚間10時00分播出。
從本屆開始，《超級星光大道》擴大在世界各地舉行選秀會，2007年底從台灣開始，12月8日、12月9日、12月30日三天，分別在花蓮、高雄、台北等城市舉行初選；除了台灣之外，還包括美國洛杉磯、新加坡、日本東京等地舉行的徵選活動。而本屆的比賽獎金， 也從原本的新台幣一百萬元提高至三百萬元。

## 概說
2008年初開始的《超級星光大道》第三屆賽事，選手陣容以完全沒有參加歌唱比賽經驗的參賽者（素人參賽）為主，並有多位第二屆比賽的踢館者參賽。除此之外，由於本屆開始向海外徵選，也呈現出不同於前兩屆的國際化面貌。
本屆比賽的另一項特色，就是出現不少已出道的歌手報名參賽，如：曾以藝名「陳予新」發行過兩張唱片專輯的陳玉嬋、亞洲新人歌唱大賽第一季殿軍，前福茂唱片歌手林芯儀（本名林珀如）、以四人女子團體4 in Love成員出道的張棋惠、嘻哈團體鐵竹堂團員王威登、許晉豪等人。
從第三屆開始，除了在台灣之外，《超級星光大道》首次擴大在全球各地舉行甄選活動，舉行地點包括了美國洛杉磯、新加坡、日本東京等地。而本屆的比賽獎金，也從原本的新台幣一百萬元提高至三百萬元。
- 台灣區（台北、高雄、花蓮甄選）選手：共選出103名，從第1集起加入比賽。
- 美國區（洛杉磯甄選）選手：共選出15名[1]，從第6集起加入比賽。
- 東南亞區（新加坡甄選）選手：共選出7名，但其中2位無法來台，故只有5名參賽者[2]，從第8集起加入比賽。
- 日本區（東京甄選）選手：共選出1名[3]，從第8集起加入比賽。

## 賽程紀錄
| 集數 | 首播日期   | 收視率 | 比賽主題                             | 被淘汰者／備註                                                               |
| --- | ---------- | ------ | ------------------------------------ | ---------------------------------------------------------------------------- |
| 01 | 2008/02/01 | 3.87   | 起飛：星光三班の百人初選（上）       | -                                                                            |
| - 第三屆的百人初選，由賽前舉行的甄選會及通訊報名者中選出103位參賽者，共分上下兩集播出。 - 開場表演：楊宗緯（對愛渴望/楊宗緯）。 - 本次評審：袁惟仁、黃韻玲、鄭建國、黃小琥、王偉忠、楊宗緯 - 比賽標準：每位參賽者有30秒的表演時間，分數達到15分即可過關，到達10分者另有30秒的加分題表演機會，如未達10分則沒有表演加分題的機會。如果加分題表演後仍然未達15分，仍為失敗。 - 其他規定：在表演時間內，若評審舉「GO」的牌子，參賽者可以繼續表演；如果評審舉「STOP」的牌子，參賽者則直接算失敗。但在所有參賽者表演結束後，失敗者還有獲得評審的免死金牌的機會，獲得免死金牌者可繼續晉級，其餘參賽者則被淘汰。 - 未過關：蔡昀蓉（遺失的美好/張韶涵）、秦細唐（當你/王心凌）、翁乙恩（大肚腩/阿牛）、蔡忠穎（海嘯/庾澄慶）、小寶貝+小甜甜（遇上愛/楊丞琳）、陶美佐（誰/蜜雪薇琪）、朱省松（再見/李玖哲）+（背叛/曹格）、卜元（Bad Boy/張惠妹）、張修瑋（人質/張惠妹）、彭建超（May I Love You/張智成）、劉雅珊（星期一天氣晴我離開你/孫燕姿）、 蔡嘉恩（藍天/張惠妹）、黃曉喬（偏心/那英）、李志偉（祈禱/李崗霖）……。 - 過關：吳正傑（聽海/張惠妹）、鍾雨帆（女爵/楊乃文）+（saving all my love for you/Whitney Houston）、李宏武（打開愛/王力宏）、楊博丞（最近/李聖傑）、張翊欣（可惜你不在/戴愛玲）+（回家/順子）+（失戀無罪/A-Lin黃麗玲）、簡鳳君（雨天/孫燕姿）、王琪顯（Leave/郭靜）+（小情歌/蘇打綠）、林雨嫻（失戀無罪/A-Lin黃麗玲）、張育芬（傻瓜/溫嵐）、楊成祥（後知後覺/張惠妹）、徐佳瑩（不公平/蕭賀碩）+（殘愛/徐佳瑩）、張文綺（夢裡花/張韶涵）、 許晉豪（普通朋友/陶喆）、周智琳（搶先一步/林曉培）、周冠佑（淘汰/陳奕迅）+（Sweet child o'mine/槍與玫瑰）、張棋惠（薔薇/蕭亞軒）……。 - 比賽結果：51位參賽者中，有19人過關，有32人被淘汰。 |            |        |                                      |                                                                              |
| 02 | 2008/02/08 | 2.92   | 起飛 續章：星光三班の百人初選（下）  | -                                                                            |
| - 第三屆的百人初選，由賽前舉行的甄選會及通訊報名者中選出103位參賽者，共分上下兩集播出。 - 本集評審：袁惟仁、黃韻玲、鄭建國、黃小琥、王偉忠、楊宗緯 - 比賽標準：每位參賽者有30秒的表演時間，分數達到15分即可過關，到達10分者另有30秒的加分題表演機會，如未達10分則沒有表演加分題的機會。如果加分題表演後仍然未達15分，仍為失敗。 - 其他規定：在表演時間內，若評審舉「GO」的牌子，參賽者可以繼續表演；如果評審舉「STOP」的牌子，參賽者則直接算失敗。但在所有參賽者表演結束後，失敗者還有獲得評審的免死金牌的機會，獲得免死金牌者可繼續晉級，其餘參賽者則被淘汰。 - 未過關：林俞貝（Beautiful Love/蔡健雅）、許瑋琳（如果你也聽說/張惠妹）+（花香/江蕙）、朱奐勤（愛缺/陶晶瑩）、渡邊哲也（給我你的愛/Tank）、高芙蓉（左邊/楊丞琳）、王令瑜（天天想你/張雨生）、朱翰成（逃亡/孫燕姿）、曹雅雯（最愛/周蕙）、李湧恩（親愛的你在哪裡/袁耀發）、陳良瑋（思念你的心肝你敢知/曾心梅）、韓華（死灰復燃/戴愛玲）、周翰祥（丁香花/唐磊）、藍健文（最愛的人傷我最深/張雨生+張惠妹）+（剪愛/張惠妹）、林格立（天使忌妒的生活/曹格）、潘志遠（凌晨三點鐘/張智成）、黃旭琤（懂事/孫燕姿）、余致緯（江南/林俊傑）……。 - 過關：林雨宣（愛情釀的酒/裘海正）、張豪（影子/李玖哲）、張芷榕（同手同腳/溫嵐）、劉容榕（第九夜/李玟）、李伯恩（真心話大冒險/自創曲）、曹景豪（該不該/張學友）、黎礎寧（白色婚禮/許哲珮）、賴聖恩（你是愛我的/張惠妹）、杜杰（安靜/周杰倫）、盧佳俐（愛什麼稀罕/張惠妹）、王威登（心碎了無痕/張學友）、黃詩杰（你的軍裝/自創曲）、林芯儀（白天不懂夜的黑/那英）、賞盈希（雨季中/蕭亞軒）、潘毓秦（心牆/郭靜）……。 - 評審免死金牌：周翰祥獲得楊宗緯免死金牌、秦細唐獲得鄭建國免死金牌、蔡忠穎獲得黃小琥免死金牌、余致緯獲得王偉忠免死金牌、高芙蓉獲得黃韻玲免死金牌、蔡昀蓉獲得袁惟仁免死金牌。 - 比賽結果：52位參賽者中，有15人過關，有37人被淘汰。總人數為103位參賽者中，有34人過關，有63人被淘汰，有6人獲得評審的免死金牌，共計40位參賽者晉級。 |            |        |                                      |                                                                              |
| 03 | 2008/02/15 | 3.64   | 生存法則：男女PK賽（上）             | 賴珍珍、鍾雨帆、秦細唐、周冠佑、高芙蓉                                       |
| - 本週有女生12人，男生8人，共計20人參賽。 - 本集評審：彭佳慧、鄭建國、黃小琥、李聖傑、陳子鴻 - 比賽標準：參賽者分兩集進行男女分組PK，男對男，女對女相互PK，獲勝或同燈同分者晉級，分數較低者則落入失敗區等待，最後，由評審決定去留，本週最多淘汰五名失敗的參賽者。 - 林雨嫻（寫一首歌/順子）16分PK賴珍珍（無條件為你/梁靜茹）12分。 - 徐佳瑩（明知故犯/徐佳瑩）18分PK賞盈希（明天/蕭亞軒）18分。 - 李宏武（解脫/李玖哲）14分PK王威登（離人/張學友）13分。 - 商織樺（心情電梯/吳名慧）14分PK鍾雨帆（Autumn Leaves/Nat King Cole）12分。 - 中場表演：黃小琥（Autumn Leaves/Nat King Cole）。 - 杜（Kiss Goodbye/王力宏）15分PK賴聖恩（狠角色/張惠妹）15分。 - 黎礎寧（是誰/芮恩）19分PK周智琳（你是我心中一句驚嘆/蕭亞軒）17分。 - 楊博丞（受困思念/游鴻明）15分PK楊成祥（那些花兒/范瑋琪）16分。 - 盧佳俐（Don't Cha/小野貓）13分PK秦細唐（不痛多好/羅美玲）11分。 - 周冠佑（愛如潮水/張信哲）13分PK曹景豪（想你醒在0:03分/庾澄慶）14分。 - 高芙蓉（一想到你呀/張惠妹）12分PK張翊欣（愛要有你才完美/那英）17分。 - 被評審救回：周智琳被陳子鴻救回、王威登被李聖傑救回、楊博丞被彭佳慧救回。 - 比賽結果：20人參賽者中，有12位選手過關，有8人PK失敗；5人遭到淘汰，共15位參賽者晉級。 |            |        |                                      |                                                                              |
| 04 | 2008/02/22 | 3.79   | 全力應戰：男女PK賽（下）             | 蔡昀蓉、許晉豪、張育芬、余致緯、潘毓秦                                       |
| - 劉容榕因為身體關係，而退出比賽。 - 本週有女生10人，男生9人，共計19人參賽。 - 本集評審：袁惟仁、鄭建國、黃小琥、李聖傑、陳子鴻 - 比賽標準：參賽者分兩集進行男女分組PK，男對男，女對女相互PK，獲勝或同燈同分者晉級，分數較低者則落入失敗區等待，最後，由評審決定去留，本週最多淘汰五名失敗的參賽者。 - 林芯儀（香水有毒/胡楊林）17分PK蔡昀蓉（愛情抗體/許慧欣）11分。 - 黃詩杰（愛情多惱河/熊天平）12分PK周翰祥（忘憂草/周華健）13分。 - 張文綺（追追追/黃妃）17分PK張棋惠（最熟悉的陌生人/蕭亞軒）14分。 - 蔡忠穎（說不出的告別/林志炫）15分PK許晉豪（一路上有你/張學友）11分。 - 張芷榕（Can't fight the moonlight/LeAnn Rimes）14分PK簡鳳君（排山倒海/張惠妹）19分。 - 李伯恩（愛的初體驗/張震嶽）18分PK張豪（愛的就是你/王力宏）18分。 - 張育芬（戒不掉/庾澄慶）13分PK林雨宣（Blue/陶晶瑩）18分。 - 余致緯（忽然之間/莫文蔚）11分PK王琪顯（失憶/梁靜茹）13分PK吳正傑（改變/黃韻玲）18分。 - 潘毓秦（離愛出走/張惠妹）10分PK林雪苓（本來/同恩）11分。 - 被評審救回：黃詩杰被鄭建國救回、張棋惠被陳子鴻救回、王琪顯被黃小琥救回、張芷榕被袁惟仁救回。 - 比賽結果：19人參賽者中，有10人過關，有9人PK失敗；5人遭到淘汰，共14位參賽者晉級。上下集共計40位參賽者參賽，1人退賽（劉容榕），22人過關，17人PK失敗；1人退賽（劉容榕），10人遭到淘汰，共計29位參賽者晉級。 |            |        |                                      |                                                                              |
| 05 | 2008/2/29  | 3.61   | 成長：電視劇主題曲指定賽             | 張芷榕、林雨嫻、張豪、林雪苓、 周翰祥、王琪顯、曹景豪、黃詩                  |
| - 本週有一人商織樺棄權，所以共計28人參賽。 - 本集將同時決定代表台灣區的20名參賽者，與其他在海外徵選出來的參賽者共同競爭。 - 本次評審：袁惟仁、黃韻玲、鄭建國、黃小琥、鈕承澤 - 比賽規則：參賽者須選擇任一首在台灣播出的電視連續劇主題曲進行演唱，本土或外國戲劇皆可，惟必須為中文歌曲。獲得評審15分（含）以上者過關，反之則算失敗。本週預計淘汰八人。 - 張芷榕（雨蝶/李翊君）13分。〈1998還珠格格〉 - 林雨嫻（揮之不去/殷悅）11分。〈2003星願〉 - 張豪（上上籤/周華健）13分。〈1999花木蘭〉 - 林雪苓（不一樣的愛/羅美昤）12分。〈2007豪門本色〉 - 賞盈希（倒帶/蔡依林）16分。〈2004求婚事務所〉 - 周翰祥（情深深雨濛濛/趙薇）14分。〈2001情深深雨濛濛〉 - 周智琳（用盡一生的愛/張克帆）15分。〈1994台灣水滸傳〉 - 王琪顯（昨夜星辰/林淑容）11分。〈1984昨夜星辰〉 - 張棋惠（瀟灑走一回/葉蒨文）15分。〈1991京城四少〉 - 蔡忠穎（鬼迷心竅/李宗盛）16分。〈1992末代皇孫〉 - 林雨宣（葉子/阿桑）17分。〈2003薔薇之戀〉 - 杜（台北的天空/王芷蕾）17分。〈1987花落春猶在〉 - 黎礎寧（曾經太年輕/藍又時）16分。〈2006白色巨塔〉 - 曹景豪（對峙/庾澄慶）12分。〈2004最後之舞〉 - 王威登（失去/同恩）16分。〈2004浪漫滿屋〉 - 張翊欣（痛/李翊君+動力火車）17分。〈1998兩個天堂〉 - 楊博丞（有你的城市/李明洋）15分。〈2001台灣阿誠〉 - 徐佳瑩（你在我心中/王菲）18分。〈1995勸世媳婦〉 〈2010第21屆金曲獎最佳新人獎、2018第29屆金曲獎最佳國語女歌手、最佳國語專輯〉 - 李宏武（一簾幽夢/同恩）15分。〈2007又見一簾幽夢〉 - 林芯儀（問情/蔡幸娟）16分。〈1991戲說乾隆〉 - 黃詩杰（活該/信樂團）11分。〈2006死了都要愛〉 - 盧佳俐（忘不了/童安格）16分。〈1989不了情〉 - 楊成祥（當/動力火車）15分。〈1998還珠格格〉 - 賴聖恩（我還能愛誰/許志安）20分。〈2001守護天使〉 - 簡鳳君（永遠永遠/李翊君）16分。〈2002風雲〉 - 李伯恩（曖昧/楊丞琳）16分。〈2005惡魔在身邊〉 - 張文綺（煙雨濛濛/江淑娜）15分。〈1986煙雨濛濛〉 - 吳正傑（最後的戀人/金素梅）18分。〈1990愛〉 - 比賽結果：29名參賽者中，有20人過關，有1人棄權（商織樺），有8人失敗；這8人同時遭到淘汰，另有1人棄權（商織樺），共計20位參賽者晉級。 |            |        |                                      |                                                                              |
| 06 | 2008/03/07 | 3.58   | 壓力：海外選手資格賽 Part1           | 賞盈希、盧佳俐、盧宣羽*、杜、蕭伊君*                                         |
| - 本集為海外選手資格系列賽的第一場賽事。美國區〈洛杉磯徵選〉的15名參賽者從本集起開始參賽，與前集選出的台灣區20強選手進行共兩集的對抗賽。 - 本次評審：袁惟仁、黃韻玲、鄭建國、黃小琥、張宇 - 比賽規則：參賽者任選一首歌曲進行演唱。台灣區選手不設過關的分數門檻，在比賽終了時，直接淘汰低分者；美國區選手方面，15分以上者過關，反之則直接淘汰；本週預計淘汰五名選手。 - 美國區參賽選手：〈依上場順序〉周柔柔、盧宣羽、王仁捷、陳南西、王彥博、蕭伊君、陳玉嬋。 - 張文綺（Katsu/張惠妹）15分。 - 賞盈希（因為你/蕭亞軒）14分。 - 賴聖恩（謝謝儂/陳奕迅）18分。 - 周柔柔（至少還有你/林憶蓮）16分。 - 盧佳俐（分分秒秒/戴愛玲）13分。 - 盧宣羽（如果你也聽說/張惠妹）13分。 - 王威登（老實情歌/庾澄慶）15分。 - 王仁捷（流沙/陶喆） 15分。 - 楊博丞（心如刀割/張學友）15分。 - 陳南西（愛一直閃亮/羅美玲）15分。 - 張翊欣（我不是她/盧春如）16分。 - 杜（一起過好/自創曲）12分。 - 林雨宣（我可以抱你嗎/張惠妹）19分。 - 王彥博（記事本/周傳雄）16分。 - 黎礎寧（位置/A-Lin黃麗昤）20分。 - 蕭伊君（窗外的天氣/蕭亞軒）11分。 - 徐佳瑩（身騎白馬/徐佳瑩）25分。 〈2010第21屆金曲獎最佳新人獎、2018第29屆金曲獎最佳國語女歌手、最佳國語專輯〉 - 陳玉嬋（心誠則靈/張惠妹）17分。 - 本集比賽中，徐佳瑩以自創曲「身騎白馬抒情版」拿下25分滿分的成績，是第三屆比賽首次出現的滿分，除了是星光大道開播以來第四次滿分，也創下超級星光大道各屆以來最快出現25分的紀錄。〈此紀錄已被星光六打破（第4集 - 三帥）〉 - 比賽結果：18名參賽者中〈美國區7人、台灣區11人〉，有13人過關，有5人失敗；這5人同時遭到淘汰〈美國區2人、台灣區3人〉，共計13位參賽者晉級。 |            |        |                                      |                                                                              |
| 07 | 2008/03/14 | 2.90   | 沉著：海外選手資格賽 Part2           | 李宏武、蘇琳喬*、林心怡*、楊成祥、阮雅莉*                                    |
| - 本集為海外選手資格系列賽的第二場賽事。本集延續上週的比賽，繼續由美國區的部分參賽者和台灣區選手共同競爭。 - 本次評審：袁惟仁、黃韻玲、鄭建國、黃小琥、張宇 - 比賽規則：參賽者任選一首歌曲進行演唱。台灣區選手不設過關的分數門檻，在比賽終了時，直接淘汰低分者；美國區選手方面，15分以上者過關，反之則直接淘汰；本週預計淘汰五名選手。 - 美國區參賽選手：〈依上場順序〉蘇琳喬、林心怡、陳倍資、阮雅莉、吳鵬萱、李香伶、李韋儀、張宇廷。 - 李宏武（平常心/張惠妹）14分。 - 張棋惠（睜一隻眼閉一隻眼/蔡依林）15分。 - 蘇琳喬（星星/自創曲）13分。 - 周智琳（愛上你是一個錯/楊培安）15分。 - 林心怡（我愛你那麼多/ 蕭亞軒）13分。 - 楊成祥（回家/A-Lin黃麗玲）12分。 - 陳倍資（百年孤寂/王菲）17分。 - 吳正傑（後來才知道/張智成）17分。 - 阮雅莉（So Crazy/李玟）11分。 - 簡鳳君（往前飛/戴佩妮）18分。 - 吳鵬萱（不要告別/楊乃文）16分。 - 李香伶（星星/順子）17分。 - 蔡忠穎（熟悉/庾澄慶）19分。 - 李韋儀（歐若拉/張韶涵）15分。 - 李伯恩（是你嗎/自創曲）18分。 - 張宇廷（原來/林俊傑）16分。 - 林芯儀（你的微笑/飛兒樂團）19分。 - 比賽結果：17名參賽者中〈美國區8人、台灣區9人〉，有12人過關，有5人失敗；這5人同時遭到淘汰〈美國區3人、台灣區2人〉，共計12位參賽者晉級。 - 台灣區、美國區對抗賽〈資格系列賽第一場、第二場〉的結果出爐：台灣區的20強選手中，有15人過關；美國區的15名代表中，有10人過關。加總共計25名參賽者獲得晉級。 |            |        |                                      |                                                                              |
| 08 | 2008/03/21 | 3.29   | 堅持：海外選手資格賽 Part3           | 陳南西*、周智琳、王仁捷*、 吳鵬萱*、村田萌†、李香伶*、李韋儀*                |
| - 東南亞區（新加坡徵選）有2人（黃智陽^、湯靈伊^）因無法來台而棄權，所以才只有五位選手參賽。本週有新加入海外選手六人，與上週25位選手，合計共31位選手參賽。 - 本集為海外選手資格系列賽的第三場賽事，東南亞區（新加坡徵選）與日本區（東京徵選）的6名參賽者從本集起開始參賽。 - 本次評審：陳子鴻、楊培安、黃小琥、黃韻玲、鄭建國 - 比賽規則：參賽者任選一首歌曲進行演唱。台灣區、美國區的選手不設過關的分數門檻，在比賽終了時淘汰低分者。東南亞區、日本區選手方面，獲評審16分（含）以上者過關，反之則直接淘汰。本週預計淘汰6人。 - 東南亞區與日本區選手：〈依上場順序〉潘嗣敬、蔡嘉航、村田萌、陳智毅、黃靖倫、傅英豪。 - 賴聖恩（愛愛愛/方大同）16分。 - 陳南西（好想好好愛你/周蕙）12分。 - 張棋惠（我等的人會是誰/陳嘉唯）16分。 - 周智琳（港都夜雨/齊秦）15分。 - 王仁捷（莎士比亞的天份/林俊傑）11分。 - 王威登（眼淚/范曉萱）16分。 - 潘嗣敬（戀愛ing/五月天）18分。 - 吳正傑（信任/王力宏）18分。 - 陳倍資（Self/陳綺貞）16分。 - 蔡嘉航（討厭/芮恩）16分。 - 黎礎寧（冰河/溫嵐）16分。 - 張宇廷（害怕/林俊傑）17分。 - 張文綺（不痛/張韶涵）17分。 - 吳鵬萱（只要你快樂/汪佩蓉）15分。 - 楊博丞（Superman/曹格）18分。 - 林雨宣（心碎的冰咖啡/熊天平）18分。 - 王彥博（洗牌/李玖哲）19分。 - 村田萌（只對你說/林俊傑）13分。 - 蔡忠穎（雨一直下/張宇）17分。 - 周柔柔（我們的紀念日/范瑋琪）17分。 - 林芯儀（快樂的人請舉手/彭佳慧）17分。 - 陳智毅（男人的錯/陳奕迅）17分。 - 陳玉嬋（也許明天/張惠妹）16分。 - 黃靖倫（一個人生活/林凡）19分。 - 簡鳳君（星星堆滿天/楊乃文）17分。 - 傅英豪（一千個傷心的理由/張學友）16分。 - 李伯恩（悶嗎/自創曲）18分。 - 李香伶（證據/楊乃文）15分。 - 張翊欣（替身/張宇）17分。 - 李韋儀（無人熟識/張清芳）14分。 - 徐佳瑩（出口/徐佳瑩）20分。 〈2010第21屆金曲獎最佳新人獎、2018第29屆金曲獎最佳國語女歌手、最佳國語專輯〉 - 身為日本區唯一代表的村田萌，選唱林俊傑的《只對你說》，但評審只打13分，成為本集唯一被直接淘汰的參賽者。 - 美國區選手方面，有5位選手未通過評審設下的16分晉級標準而被淘汰，僅餘5位選手繼續參賽。被淘汰的美國區選手，大部分皆選擇返回美國，而村田萌也在本集比賽後返回日本。 - 台灣區唯一淘汰的參賽者為周智琳。 - 比賽結果：31名參賽者中〈台灣區15人、美國區10人、東南亞區5人、日本區1人〉，有24人過關，有7人遭到淘汰〈1人直接淘汰、6人未達16分門檻〉，共計24位參賽者晉級。 - 終場表演：楊培安（感恩的心/楊培安）。〈2008阿信〉                                                |            |        |                                      |                                                                              |
| 09 | 2008/03/28 | 3.50   | 溫故·知新：我的出生年代歌曲          | 張文綺、張翊欣、陳智毅^、陳倍資*                                             |
| - 本次比賽將決定前二十強參賽者名單。 - 本次評審：袁惟仁、黃韻玲、鄭建國、黃小琥、陳子鴻 - 比賽規則：參賽者演唱自己出生年代的任何一首歌曲，獲評審16分（含）以上者過關，反之則進入失敗區等待。本週共預計淘汰4人，最低分淘汰。同分的失敗者，再各自清唱一首歌曲30秒，由評審投票決定去留。 - 黎礎寧（最後一夜/蔡琴）16分。〈1984〉 - 張宇廷（你怎麼捨得我難過/黃品源）15分。〈1990〉 - 張文綺（加州陽光/張清芳）14分。〈1991〉 - 傅英豪（三月裡的小雨/劉文正）14分。〈1981〉 - 張翊欣（不只是朋友/黃小琥）14分。〈1990〉 - 賴聖恩（冷井情深/林良樂）16分。〈1986〉 - 陳玉嬋（償還/鄧麗君）15分。〈1986〉 - 陳智毅（是否我真的一無所有/王傑）13分。〈1989〉 - 張棋惠（濃妝搖滾/藍心湄）15分。〈1984〉 - 王彥博（原來的我/齊秦）16分。〈1985〉 - 陳倍資（恰似你的溫柔/蔡琴）14分。〈1979〉 - 楊博丞（揚帆/陽帆）16分。〈1981〉 - 林雨宣（天天想你/張雨生）19分。〈1988〉 - 蔡嘉航（子夜二時，你做什麼/陳昇）18分。〈1989〉 - 王威登（你怎麼說/鄧麗君）16分。〈1980〉 - 周柔柔（今夕是何夕/曾慶瑜）17分。〈1987〉 - 潘嗣敬（愛你一萬年/劉文正）16分。〈1982〉 - 徐佳瑩（心痛的感覺/蘇芮）23分。〈1984〉 〈2010第21屆金曲獎最佳新人獎、2018第29屆金曲獎最佳國語女歌手、最佳國語專輯〉 - 黃靖倫（小雨來的正是時候/鄭怡）17分。〈1983〉 - 中場表演：黃靖倫（戀愛頻率/許志安+許慧欣）。 - 林芯儀（掌聲響起/鳳飛飛）18分。〈1986〉 - 李伯恩（是否/張艾嘉）16分。〈1981〉 - 蔡忠穎（一翦梅/費玉清）17分。〈1983〉 - 簡鳳君（永遠不回頭/七匹狼）18分。〈1989〉 〈七匹狼：張雨生+姚可傑+邰正宵+王傑+星星月亮太陽〉 - 吳正傑（來去之間/施孝榮）17分。〈1988〉 - 30秒清唱PK：張文綺（夢裡花/張韶涵）1票PK傅英豪（小鎮姑娘/陶喆）3票PK張翊欣（失戀無罪/A-Lin黃麗玲）1票PK陳倍資（流年/王菲）0票。 - 比賽結果：24名參賽者中，有16位選手過關，有8位選手進入失敗區；有4人遭到淘汰，共計20位參賽者晉級。 |            |        |                                      |                                                                              |
| 10 | 2008/04/04 | 3.95   | 破繭而出：我的主打歌                 | 張宇廷*（20名）、傅英豪^（19名）                                             |
| - 從第二屆比賽起擔任評審的「師太」黃小琥，本集起正式擁有專屬的介紹畫面，與其它常任評審相同。 - 請到金曲歌王王宏恩給二十強的選手歌唱教學，使這些學生在比賽表演時，更快進入狀況；請亞洲舞王張勝豐訓練大家的肢體，使大家在表演不會肢體不協調。 - 參賽者大改造：從本集開始，參賽者開始舞台造型的改造工作，由常任評審之一、同時也是知名造型師的Roger（鄭建國）主導所有工作。在本次的大改造中，製作單位以等同一般藝人的規格，主動給予參賽者梳化妝、服裝等造型方面的協助，使參賽者如同真正歌手一般的進行演出。所有參賽者在開始表演前，先以短片簡單介紹大改造的過程，並對照改造前和改造後的對比。Roger也同時在舞台上一一解說。 - 本集另有由Hit FM、台北之音兩家電台的10位DJ組成的陪審團。每位DJ手上各有一張笑臉、哭臉的牌子，參賽者在表演完畢後，除了評審的打分之外，陪審團另以舉牌的方式來評定選手，笑臉越多表示表現越好、並且DJ願意在電台公開播放參賽者的表演歌曲，同時以此作為淘汰的標準。 - 本次評審： 袁惟仁、黃韻玲、陳鎮川、黃小琥、張宇 - 比賽規則：參賽者選擇代表自己的主打歌，獲評審16分（含）以上者過關，反之則進入失敗區，並於比賽終了時，決定淘汰人選。最後的淘汰工作也是由陪審團執行，淘汰兩名選手。 - 張棋惠（愛的主打歌/蕭亞軒）11分。 - 黎礎寧（If I ain't got you/Alicia Keys）17分。 - 王威登（對愛渴望/楊宗緯）14分。 - 陳玉嬋（I turn to you/Christina Aguilera）13分。 - 傅英豪（This love/Maroon 5）15分。 - 潘嗣敬（愛你等於愛自己/王力宏）13分。 - 楊博丞（擦肩而過/李聖傑）13分。 - 賴聖恩（Umbrella/Rihanna）16分。 - 蔡嘉航（辛德瑞拉/戴佩妮）12分。 - 吳正傑（花火/深白色二人組）13分。 - 李伯恩（Better man/Robbie Williams）16分。 - 林芯儀（When You`re Gone/Avril Lavigne）19分。 - 簡鳳君（你贏/蘇芮）18分。 - 林雨宣（我懷念的/孫燕姿）18分。 - 周柔柔（No one/Alicia Keys）14分。 - 蔡忠穎（他一定很愛你/阿杜）17分。 - 王彥博（Love song/方大同）17分。 - 張宇廷（So Sick/Ne-Yo）11分。 - 黃靖倫（對不起我愛你/蔡淳佳）15分。 - 徐佳瑩（一樣的月光/徐佳瑩）18分。 〈2010第21屆金曲獎最佳新人獎、2018第29屆金曲獎最佳國語女歌手、最佳國語專輯〉 - 比賽結果：20名參賽者中，有9人過關，有11人失敗；有2人遭到淘汰，共計18位參賽者晉級。 |            |        |                                      |                                                                              |
| 11 | 2008/04/11 | 3.64   | 試煉：評審指定曲                     | 王威登（18名）、張棋惠（17名）                                               |
| - 本次評審：袁惟仁、黃韻玲、黃小琥、張宇、鄭建國 - 比賽規則：參賽者演唱一首評審指定的歌曲，獲評審16分（含）以上者過關，反之則進入失敗區，並於比賽終了時，決定淘汰人選。本週預計淘汰二名選手。 - 張棋惠（崇拜/梁靜茹）13分。 〈希望她增強演唱功力，挑戰音域更寬廣的歌曲〉 - 蔡嘉航（說你愛我/陳淑樺）13分。 〈演唱音域較窄，選歌出現嚴重問題，缺乏成熟女人味〉 - 吳正傑（不會分離/光良）18分。 〈臉部表情薄弱，聲音缺乏細膩的情感〉 - 陳玉嬋（玫瑰香/林憶蓮）15分。 〈唱腔太R&B，增加東方女人韻味〉 - 潘嗣敬（雙棲動物/蔡健雅）13分。 〈詮釋濃厚情感的抒情歌曲，展現深情的另一面〉 - 楊博丞（自由/張震嶽）11分。 〈唱歌使用過多哭腔，演唱風格較為老派，挑戰輕快歌曲〉 - 周柔柔（All by myself/Cline Dion）14分。 〈演唱基礎稍顯薄弱，挑戰音域差異較大的歌曲〉 - 王威登（城裡的月光/Tank）11分。 〈以重新改編經典歌曲為標準，唱出自己的風格〉 - 黃靖倫（離歌/信樂團）17分。 〈演唱音色較為陰柔，增加演唱爆發力，挑戰高亢又有男人味的歌曲〉 - 賴聖恩（愛到底/曹格）18分。 〈嘗試更多元的曲風，挑戰音域更寬廣的歌曲〉 - 李伯恩（點煙/伍佰）16分。 〈演唱情感過於淡薄，少了成熟的男人味〉 - 蔡忠穎（找自己/陶喆）16分。 〈嘗試更多曲風，呈現隨性自然的感覺〉 - 黎礎寧（Venus/孫燕姿）20分。 〈舞台魅力不足，掌控演唱氣氛，展現更多自信心〉 - 王彥博（寂寞的季節/陶喆）16分。 〈使用過多技巧詮釋，挑戰情感較為內斂的歌曲〉 - 林雨宣（藍天/張惠妹）17分。 〈選歌太過安全，情感過於淡薄，挑戰音域較廣的歌曲〉 - 簡鳳君（光之翼/王菲）17分。 〈缺乏自信心，更具舞台感染力〉 - 徐佳瑩（燕尾蝶/梁靜茹）23分。 〈唱法過於自由，增強演唱節奏感〉 〈2010第21屆金曲獎最佳新人獎、2018第29屆金曲獎最佳國語女歌手、最佳國語專輯〉 - 林芯儀（往日情/李玟）18分。 〈情感不夠融入，演唱過於工整〉 - 比賽結果：18名參賽者中，有11位選手過關，有7人失敗；有2人遭到淘汰，共計16位參賽者晉級。 |            |        |                                      |                                                                              |
| 12 | 2008/04/18 | 3.97   | 傾聽：合唱指定賽                     | 楊博丞（16名）                                                               |
| - 本次評審：彭佳慧、黃韻玲、張宇、袁惟仁、鄭建國 - 比賽規則：參賽者兩人一組合唱一首歌曲。同組兩人獲評審16分（含）以上者過關，反之則一起進入失敗區，並於比賽終了時，決定淘汰人選。本集預訂淘汰一人。 - 幸福傷風組：王彥博+陳玉嬋（我不夠愛你/劉德華+陳慧琳）16分。 - 加油團：蔡嘉航+楊博丞（戀愛頻率/許志安+許慧欣）13分。 - 兩隻老鼠：林雨宣+潘嗣敬（somewhere out there/James Ingram+Linda Rons）15分。 - 總統候選人組：賴聖恩+吳正傑（多謝你/陶喆）25分。 - 黑白配：簡鳳君+黃靖倫（I still believe/徐若瑄+曹格）14分。 - 李伯恩+林芯儀（壞壞惹人愛/信樂團+戴愛玲）18分。 - 貴婦二人組：黎礎寧+周柔柔（when you believe/Mariah Carey+Whitney Houston）14分。 - 中場表演：黎礎寧+彭佳慧（when you believe/Mariah Carey+Whitney Houston）。 - 生死一瞬間之肉餅組：徐佳瑩+蔡忠穎（一眼瞬間/張惠妹+蕭敬騰）18分。 - 本集比賽中，賴聖恩與吳正傑以演唱陶喆的《多謝你》拿下25分滿分，是第三屆比賽出現的第二次滿分，也是星光大道開播以來第五次滿分。 - 比賽結果：16名參賽者中，有8位選手過關，有8人失敗；有1人遭到淘汰，共計15位參賽者晉級。 |            |        |                                      |                                                                              |
| 13 | 2008/04/25 | 3.51   | 純淨：Unplugged指定賽                | 蔡嘉航（15名）                                                               |
| - 本集比賽中，參賽者以不插電（Unplugged）方式演出，即樂隊不使用電子琴、電吉他等電子樂器，而使用空心吉他、鋼琴等傳統樂器來演奏歌曲。本集並邀請多名在業界負有盛名的樂手加入此次幕後樂隊的陣容。 - 本次評審：游鴻明、黃韻玲、張宇、袁惟仁、鄭建國 - 比賽規則：參賽者以不插電的方式演唱歌曲，獲得評審16分（含）以上者過關，反之則進入失敗區，並於比賽終了時，決定淘汰人選，本集預訂淘汰一人。 - 潘嗣敬（pupus〈毀〉/Dewa）17分。 - 蔡嘉航（Ture love/蔡健雅）13分。 - 周柔柔（傷痕/林憶蓮）16分。 - 陳玉嬋（美麗心情/本多RURU）16分。 - 李伯恩（What I've Done/Linkin Park）17分。 - 蔡忠穎（愛不留/張信哲）14分。 - 王彥博（末日之戀/張智成）20分。 - 中場表演：游鴻明+王彥博（戀上另一個人/游鴻明）。 - 林雨宣（無緣/陶喆）19分。 - 黃靖倫（如果你還愛我/光良）16分。 - 簡鳳君（我給的愛/楊乃文）18分。 - 賴聖恩（只做朋友/Tension）15分。 - 林芯儀（the greatest love of all/順子）18分。 - 吳正傑（天黑黑/孫燕姿）15分。 - 黎礎寧（靠近/庾澄慶）18分。 - 徐佳瑩（落雨聲/江蕙）20分。 〈2010第21屆金曲獎最佳新人獎、2018第29屆金曲獎最佳國語女歌手、最佳國語專輯〉 - 比賽結果：15名參賽者中，有11位選手過關，有4人失敗；有1人遭到淘汰，共計14位參賽者晉級。 |            |        |                                      |                                                                              |
| 14 | 2008/05/02 | 4.00   | 態度：肢體考驗賽                     | 無                                                                           |
| - 本次評審：張宇、黃韻玲、袁惟仁、鄭建國、張勝豐 - 比賽規則：參賽者選唱一首歌曲，並搭配肢體律動，獲評審18分（含）以上者過關，反之則進入失敗區，並於比賽終了時，決定淘汰人選，本集預訂淘汰一人。 - 潘嗣敬（大眼睛/庾澄慶）18分。 - 陳玉嬋（Valenti/Boa）18分。 - 吳正傑（3-7-20-1/曹格）17分。 - 蔡忠穎（幸福獵人/羅志祥）15分。 - 簡鳳君（了不起/張惠妹）16分。 - 周柔柔（一個人的精采/蕭亞軒）15分。 - 黃靖倫（就是你/范瑋琪）16分。 - 黎礎寧（Still Dirrty/Christina Aguilera）18分。 - 賴聖恩（黃豆/陳小春）20分。 - 李伯恩（雙截棍/周杰倫）20分。 - 林芯儀（顏色/李玟）18分。 - 王彥博（殺手/林俊傑）15分。 - 林雨宣（Don’t Stop/蔡依林）15分。 - 徐佳瑩（咕嘰咕嘰/孫燕姿）18分。 〈2010第21屆金曲獎最佳新人獎、2018第29屆金曲獎最佳國語女歌手、最佳國語專輯〉 - 比賽結果：14名參賽者中，有7位選手過關，有7人失敗；無人遭到淘汰，共計14位參賽者晉級。 - 星光三班音樂課：欣賞Pub天后黃小琥的表演，並與老師探討音樂的演唱。 |            |        |                                      |                                                                              |
| 15 | 2008/05/09 | 4.92   | 經驗：學長姐合唱賽                   | 吳正傑（14名）、陳玉嬋*（退賽）（13名）                                      |
| - 自本集起，片頭畫面改為星光三班前14強特寫。 - 本集特別來賓為英國星光大道7歲亞軍小康妮（Connie Talbot）。 - 開場表演：小康妮（I will always love you/惠妮休斯頓）。 - 本次評審：張宇、黃韻玲、袁惟仁、鄭建國、黃小琥 - 比賽規則：參賽者與學長姐合唱一首歌，獲得評審18分（含）以上者過關，反之則進入失敗區，並於比賽終了時，決定淘汰人選，本集預計淘汰一人。 - 有參賽的星光二班選手：〈依上場順序〉吳忠明〈二4〉、魏如昀〈二8〉、林佩瑤〈二9〉、賴銘偉〈二1〉、葉瑋庭〈二3〉、曾沛慈〈二6〉、梁文音〈二2〉、林宜融〈二5〉、黃美珍〈二7〉。 - 陳玉嬋+吳忠明（廣島之戀/莫文蔚+張洪量）16分。 - 李伯恩+魏如昀（Opera2/Vitas）15分。 - 蔡忠穎+林佩瑤（巴冷公主/張惠妹+王宏恩）15分。 - 王彥博+賴銘偉（記得愛/阿沁+李玖哲）18分。 - 潘嗣敬+吳忠明（天天/陶喆）16分。 - 黎礎寧+葉瑋庭（假娃娃/A-Lin黃麗玲）20分。 - 吳正傑+曾沛慈（愛情/張智成+江美琪）15分。 - 中場表演：吳忠明（愛情/張智成+江美琪）、吳正傑（愛情/張智成+江美琪）。 - 黃靖倫+梁文音（不值得/夢飛船）18分。 - 周柔柔+林宜融（陪你等天亮/潘瑋儀+許慧欣）16分。 - 林芯儀+黃美珍（跟著感覺走/蘇芮+張惠妹）20分。 - 賴聖恩+葉瑋庭（大鬧一場/阿妹妹）23分。 - 林雨宣+賴銘偉（只要再看你一眼/楊培安+戴愛玲）16分。 - 簡鳳君+黃美珍（河/蘇芮+張惠妹）20分。 - 徐佳瑩+梁文音（她在睡前哭泣/李玟+柯以敏）21分。 - 陳玉嬋因為要在美國要考護照的關係，必須要回美國待一個月，不能再參加比賽，所以要退賽。 - 比賽結果：14名參賽者中，有7位選手過關，有7人失敗；1人遭到淘汰，1人退賽，共計12位參賽者晉級。 |            |        |                                      |                                                                              |
| 16 | 2008/05/16 | 4.92   | 領航：藝人合唱賽                     | 周柔柔*（12名）                                                              |
| - 本次評審：張信哲、陳子鴻、張宇、莫凡、袁惟仁 - 比賽規則：參賽者與藝人合唱一首歌曲，獲評審18分（含）以上者過關，反之則進入失敗區，並於比賽終了時，決定淘汰人選，本集預訂淘汰一人。 - 本集參與藝人來賓：〈依上場順序〉戴愛玲、林宇中、彭佳慧、林俊傑、A-Lin、林曉培、方大同。 - 合唱示範：方大同+薛凱琪（復刻回憶/薛凱琪+方大同）。 - 李伯恩+戴愛玲（千年之戀/戴愛玲+阿信）15分。 - 蔡忠穎+林宇中（靠岸/林宇中）15分。 - 周柔柔+彭佳慧（Hero/Mariah Carey）11分。 - 林雨宣+林俊傑（被風吹過的夏天/林俊傑+金莎）17分。 - 潘嗣敬+A-Lin（荒唐/A-Lin黃麗玲）14分。 - 黃靖倫+林曉培（心動/林曉培）18分。 - 中場表演：黃靖倫+張信哲（愛如潮水/張信哲）。 - 王彥博+林俊傑（期待你的愛/林俊傑）19分。 - 林芯儀+彭佳慧（甘願/彭佳慧）16分。 - 簡鳳君+林曉培（她的眼淚/林曉培）15分。 - 徐佳瑩+方大同（四人遊/方大同+薛凱琪）23分。 - 黎礎寧+A-Lin（我還是不懂/A-Lin黃麗玲）25分。 - 賴聖恩+方大同（歌手與模特兒/方大同）19分。 - 本集比賽中，黎礎寧與A-Lin合唱《我還是不懂》拿下25分滿分，是第三屆比賽出現的第三次滿分，也是星光大道開播以來第六次滿分。 - 比賽結果：12名參賽者中，有5位選手過關，有7人失敗；1人遭到淘汰，共計11位參賽者晉級。 |            |        |                                      |                                                                              |
| 17 | 2008/05/23 | 4.06   | 榮耀：觀眾點播歌曲                   | 李伯恩（11名）                                                               |
| - 本次比賽將決定最後十強名單。 - 本次評審：張信哲、陳子鴻、張宇、黃韻玲、袁惟仁 - 比賽規則：參賽者演唱觀眾票選的指定歌曲，獲評審18分（含）以上者過關，反之則進入失敗區，並於比賽終了時，決定淘汰人選，本集預訂淘汰一人。 - 潘嗣敬（王八蛋/陶喆）18分。 - 蔡忠穎（讓/楊宗緯）16分。 - 李伯恩（You’re Beautiful/James Blunt）15分。 - 簡鳳君（This is/林曉培）18分。 - 林芯儀（愛的可能/葉蒨文）18分。 - 林雨宣（後樂園/飛兒樂團）15分。 - 黃靖倫（leave me alone/孫燕姿）18分。 - 賴聖恩（終於說出口/小宇）19分。 - 王彥博（愛我的人和我愛的人/游鴻明）15分。 - 徐佳瑩（我多麼羨慕你/江美琪）20分。 〈2010第21屆金曲獎最佳新人獎、2018第29屆金曲獎最佳國語女歌手、最佳國語專輯〉 - 黎礎寧（四季/A-Lin黃麗玲）21分。 - 本集李伯恩遭淘汰，賽後卻向同為參賽者的徐佳瑩告白成功，自嘲雖未抱得獎杯，但至少抱得美人歸。〈二年後，因李伯恩劈腿，而使二人分手〉 - 比賽結果：11名參賽者中，有7位選手過關，有4人失敗；1人遭到淘汰，共計10位參賽者晉級。 |            |        |                                      |                                                                              |
| 18 | 2008/05/30 | 4.52   | 相信：突破自我挑戰賽                 | 第十：蔡忠穎                                                                 |
| - 本次評審：彭佳慧、陳子鴻、鄭建國、黃韻玲、袁惟仁 - 比賽規則：參賽者選唱一首突破自我的歌曲，獲得評審18分（含）以上者過關，反之則進入失敗區，並於比賽終了時，決定淘汰人選，本集預訂淘汰一人。 - 林雨宣（我要我們在一起/范曉萱）19分。 - 中場表演：彭佳慧（我要我們在一起/范曉萱）。 - 王彥博（進退兩難/林志炫）15分。 - 蔡忠穎（第三者/梁靜茹）13分。 - 林芯儀（熱浪/溫嵐）15分。 - 潘嗣敬（We Are The Champions/皇后合唱團）19分。 〈2018有一部電影「波西米亞狂想曲」是對皇后合唱團的音樂傳紀電影〉 - 簡鳳君（躺在你的衣櫃/陳綺貞）17分。 - 黃靖倫（被遺忘的時光/蔡琴）17分。 - 中場表演：黃靖倫（We Are The Champions/皇后合唱團）。 - 賴聖恩（Black or White/麥克傑克森）20分。 - 徐佳瑩（Close to you/木匠兄妹）20分。 〈2010第21屆金曲獎最佳新人獎、2018第29屆金曲獎最佳國語女歌手、最佳國語專輯〉 - 黎礎寧（Save me from myself/克莉絲汀）25分。 - 本集比賽中，黎礎寧以Christina Aguilera的《Save me from myself》一曲拿下25分滿分，是第三屆比賽出現的第四次滿分，是黎礎寧個人的第二次滿分，也是星光大道開播以來第七次滿分。 - 比賽結果：10名參賽者中，有5位選手過關，有5人失敗；1人遭到淘汰，共計9位參賽者晉級。 |            |        |                                      |                                                                              |
| 19 | 2008/06/06 | 4.80   | 應戰：非歌手藝人踢館賽               | 潘嗣敬^                                                                      |
| - 本集請到國內知名演員及電視節目主持人參與PK，另外名歌手王宏恩也帶領原視《原視音雄榜》表現優異的參賽者前來PK。 - 本次評審：彭佳慧、黃小琥、鄭建國、黃韻玲、袁惟仁 - 比賽規則：踢館者抽籤決定PK對象，高分者勝出；若平分時，進行30秒清唱PK，踢館者獲勝，可得一萬元獎金，本週將淘汰一名參賽者。 - 本集上場非歌手藝人：〈位上場順序〉方岑、陳宇凡、林家琪、周明璟、曾靜玟、潘雅芳、史茵茵、藍惠君、林秀琴。 - 方岑（墜入情網Fall in love/小林明子）12分PK王彥博（6.8.12/Brian McKnight）15分。 - 陳宇凡（離歌/信樂團）15分PK賴聖恩（遠走高飛/李聖傑）17分。 - 林家琪（我可以為你擋死/潘美辰）13分PK黃靖倫（沉默玩具/曹格）20分。 - 周明璟（過完冬季/李玟）16分PK林雨宣（風箏/孫燕姿）17分。 - 曾靜玟（我恨我愛你/張惠妹）22分PK林芯儀（親愛的小孩/蘇芮）20分。 - 潘雅芳（死灰復燃/戴愛玲）11分PK徐佳瑩（愛瘋了/戴佩妮）15分。 - 史茵茵（Everything/Misia）16分PK黎礎寧（傻孩子/閻韋伶）18分。 - 藍惠君（你是愛我的/張惠妹）20分PK簡鳳君（小茉莉/楊丞琳）25分。 - 林秀琴（出賣/那英）16分PK潘嗣敬（氧氣/范曉萱）16分。 - 30秒清唱PK：林秀琴1票PK潘嗣敬1票。 - 2度30秒清唱PK：林秀琴2票PK潘嗣敬2票。 - 最後依據三次表現综合評分：林秀琴3票PK潘嗣敬1票。 - 本集比賽中，簡鳳君以楊丞琳的《小茉莉》一曲拿下25分滿分，是第三屆比賽出現的第五次滿分，也是星光大道開播以來第八次滿分。 - 比賽結果：9名參賽者中，有7位選手過關，有2人失敗；1人遭到淘汰，共計8位參賽者晉級。 |            |        |                                      |                                                                              |
| 20 | 2008/06/13 | 4.75   | 無懼：一對一踢館賽 Part1             | 第九：王彥博*                                                                |
| - 本次評審：陳子鴻、黃小琥、鄭建國、黃韻玲、袁惟仁 - 比賽規則：踢館者抽籤決定PK對象，高分者勝出；若平分時，進行30秒清唱PK；踢館者獲勝，可得一萬元獎金；而參賽者獲勝，則可得到名錶一支，本週將淘汰一名參賽者。 - 本集踢館者：〈位上場順序〉李成基、陳姿樺、吳承洪、何書宇〈四14〉、梁一貞〈四5〉、藍惠君、林鴻鳴〈四3〉、曾靜玟。 - 李成基（精舞門/羅志祥）14分PK黃靖倫（輸了你贏了世界又如何/優客李林）16分。 - 陳姿樺（真的嗎/莫文蔚）12分PK黎礎寧（Before I Fall In Love/李玟）17分。 - 吳承洪（男人的錯/陳奕迅）15分PK簡鳳君（秘密/張震嶽）18分。 - 何書宇（你記得嗎/胡彥斌）14分PK林芯儀（酒矸倘賣嘸/蘇芮）20分。 - 梁一貞（只要你快樂/汪佩蓉）19分PK賴聖恩（A Moment Like This/Kelly Clarkson）14分。 - 藍惠君（愛了就知道/戴愛玲）18分PK王彥博（雙手的溫柔/江美琪）15分。 - 林鴻鳴（我還能愛誰/許志安）20分PK徐佳瑩（我不難過/孫燕姿）20分。 - 30秒清唱PK：林鴻鳴（Get burn/自創曲）1票PK徐佳瑩（圓舞曲/徐佳瑩）3票。 - 中場表演：林鴻鳴（Sweet child O'mine/Guns N' Rose）。 - 曾靜玟（接受/梁靜茹）22分PK林雨宣（我真的受傷了/張學友）18分。 - 比賽結果：8名參賽者中，有5位選手過關，有3人失敗；1人遭到淘汰，共計7位參賽者晉級。 |            |        |                                      |                                                                              |
| 21 | 2008/06/20 | 4.45   | 實力：一對一踢館賽 Part2             | 第八：林雨宣                                                                 |
| - 本次評審：黃大煒、張宇、鄭建國、黃韻玲、袁惟仁 - 比賽規則：踢館者抽籤決定PK對象，高分者勝出；若平分時，進行30秒清唱PK，踢館者獲勝，可得一萬元獎金；而參賽者獲勝，則可得到名錶一支，本週將淘汰一名參賽者。 - 本集踢館者：〈位上場順序〉顏莞倩、張夢秦、朱豪仁、林淑晶、張曉媚、梁一貞〈四5〉、林鴻鳴〈四3〉。 - 顏莞倩（愛愛愛/方大同）14分PK黎礎寧（沙啞/Saya張惠春）22分。 - 張夢秦（失戀無罪/A-Lin黃麗玲）16分PK黃靖倫（秋意濃/張學友）16分。 - 30秒清唱PK：張夢秦（北斗星/溫嵐）14分PK黃靖倫（過火/張信哲）16分。 - 朱豪仁（聽袁惟仁彈吉他/S.H.E）18分PK林雨宣（街角的祝福/戴佩妮）14分。 - 林淑晶（無底洞/蔡健雅）18分PK賴聖恩（小蜜蜂/庾澄慶）18分. - 30秒清唱PK：林淑晶（colors of the wind/Vanessa Williams）20分PK賴聖恩（愛情釀的酒/紅螞蟻合唱團）15分。 - 張曉媚（哭不出來/張惠妹）14分PK簡鳳君（忘了/輕鬆玩樂團）19分。 - 梁一貞（I Still Believe/Mariah Carey）17分PK林芯儀（夢一場/那英）23分。 - 林鴻鳴（我期待/張雨生）15分PK徐佳瑩（圓舞曲/徐佳瑩）20分。 - 比賽結果：7名參賽者中，有5位選手過關，有2人失敗；1人遭到淘汰，共計6位參賽者晉級。 - 終場表演：林鳳鈺（top of the world/Carpenters）。 |            |        |                                      |                                                                              |
| 22 | 2008/06/27 | 4.48   | 關卡：一對一踢館賽 Part3             | 賴聖恩                                                                       |
| - 本次評審：齊秦、張宇、黃韻玲、袁惟仁、鄭建國 - 比賽規則：踢館者抽籤決定PK對象，高分者勝出；若平分時，進行30秒清唱PK，踢館者獲勝，可得一萬元獎金；而參賽者獲勝，則可得到麗星郵輪石垣島假期，本週將淘汰一名參賽者。 - 本集踢館者：〈位上場順序〉梁任寧、張心傑〈四2〉、林昱志、安唯綾、林淑晶、孫碧娜〈四6〉。 - 梁任寧（Over The Rainbow/Judy Garland）15分PK林芯儀（無情的情書/動力火車）20分。 - 張心傑（海嘯/庾澄慶）18分PK黎礎寧（Ready For Love/India. Arie）19分。 - 林昱志（Forever Love/王力宏）15分PK黃靖倫（從開始到現在/張信哲）20分。 - 安唯綾（Time to Say Goodbye/莎拉布萊曼）21分PK徐佳瑩（有一個故事/徐佳瑩）21分. - 30秒清唱PK：安唯綾（天空/王菲）17分PK徐佳瑩（失落沙洲/徐佳瑩）19分。 - 中場表演：安唯綾用德文唱聲樂一小段。 - 林淑晶（Because You Loved Me/席琳狄翁）18分PK賴聖恩（唯一的唯一/小宇）14分。 - 孫碧娜（I Will Always Love You/惠妮休斯頓）20分PK簡鳳君（灼熱的生命/薛岳）25分。 - 本集比賽中，簡鳳君以薛岳的《灼熱的生命》一曲拿下25分滿分，是第三屆比賽出現的第六次滿分，也是簡鳳君個人的第二次滿分，也是星光大道開播以來第九次滿分。 - 比賽結果：6名參賽者中，有1人失敗，1人遭到淘汰，共計5位參賽者晉級。 |            |        |                                      |                                                                              |
| 23 | 2008/07/04 | 4.55   | 奮戰：資格決定賽                     | 復活成功：潘嗣敬^、賴聖恩                                                    |
| - 本週是星光三班的敗部復活賽。 - 本集開場評審黃韻玲帶領免參加本集敗部復活之前五強：徐佳瑩、林芯儀、黎礎寧、簡鳳君、黃靖倫合唱2008有愛無癌慈善演唱會主題曲《讓愛動起來》。 - 本次評審：楊培安、張宇、黃韻玲、袁惟仁、黃小琥 - 比賽規則：十位參賽者個別演唱，獨立計分，而得分前三名的選手，星光三班成員則可取得決賽資格，踢館魔王則可獲得二萬元獎金。 - 本集為前十強（已淘汰者）的敗部復活資格賽，共有五位被淘汰者參賽，與五位踢館者（藍惠君、安唯綾、林鴻鳴、孫碧娜、曾靜玟）共同競爭本集比賽的前三名。進入前三名的踢館者，可獲得新台幣2萬元的獎金；進入前三名的敗部復活者，則可以回來繼續參加比賽並角逐冠軍。 - 藍惠君（對的人/戴愛玲）16分。 - 蔡忠穎（假如/信樂團）15分。 - 安唯綾（You Raise Me Up/小野麗莎）13分。 - 王彥博（紅豆/王菲）13分。 - 林鴻鳴（I Don't Want to Miss a Thing/史密斯飛船）14分。 - 中場表演：楊培安（I Don't Want to Miss a Thing/史密斯飛船）。 - 潘嗣敬（You Give Love a Bad Name/邦喬飛）22分。 - 孫碧娜（回家/順子）19分。〈沒有影片可參考〉 - 林雨宣（眼色/林宥嘉）14分。〈沒有影片可參考〉 - 曾靜玟（活該/劉允樂）13分。〈沒有影片可參考〉 - 賴聖恩（竹林深處/王力宏）+（第五街的誘惑/李玖哲）18分。〈沒有影片可參考〉 - 復活失敗：蔡忠穎、王彥博*、林雨宣。 - 比賽結果：潘嗣敬^、孫碧娜、賴聖恩獲得前三名，積分賽7強決定。 |            |        |                                      |                                                                              |
| 24 | 2008/07/11 | 4.56   | 積分賽（一） 觸動：Touch人心挑戰賽   | 無                                                                           |
| - 七強開始循環積分賽，直至總冠賽前為止，有五場積分賽要舉行。 - 本次評審：蘇永康、張宇、鄭建國、袁惟仁、黃小琥 - 比賽規則：參賽者皆需演唱一首快歌及慢歌，兩首歌曲分開演唱並個別評分，總分累積至總決賽，分數總和前三高者，可角逐百萬代言合約。 - 第一輪：〈慢歌〉 - 賴聖恩（靠近/李聖傑）16分。 - 潘嗣敬（很想你/張智成）18分。 - 簡鳳君（出發/約書亞樂團）17分。 - 黃靖倫（眼淚成詩/孫燕姿）21分。 - 徐佳瑩（愛情轉移/陳奕迅）21分。 - 黎礎寧（幸福/方皓玟）21分。 - 林芯儀（可惜/關淑怡）18分。 - 中場表演：蘇永康（忘記他/關淑怡）。〈粵語版〉 - 第二輪：〈快歌〉 - 賴聖恩（讓你媽媽NEW一下/庾澄慶）19分。 - 潘嗣敬（孫悟空/五月天）18分。 - 簡鳳君（不顧一切/張惠妹）22分。 - 黃靖倫（不愛跳舞/謝霆鋒）21分。 - 徐佳瑩（說不出的快活/葛蘭）22分。 - 黎礎寧（我喜歡你快樂/蕭亞軒）18分。 - 林芯儀（Yes or No/張惠妹）25分。 - 本集比賽中，林芯儀以張惠妹的《Yes or No》一曲拿下25分滿分，是第三屆比賽出現的第七次滿分。也是星光大道開播以來第十次滿分。 - 比賽結果：林芯儀、徐佳瑩及黃靖倫分居分數最高的前三名，並由徐佳瑩獲得百萬代言。 - 參賽者積分榜：林芯儀43分、徐佳瑩43分、黃靖倫42分、簡鳳君39分、黎礎寧39分、潘嗣敬36分、賴聖恩35分。 - 終場表演：蘇永康（擁抱/蘇永康）。 |            |        |                                      |                                                                              |
| 25 | 2008/07/18 | 4.73   | 積分賽（二） 同心：拿手歌曲&默契合唱 | 無                                                                           |
| - 本週最高分的參賽者可獲得機車一台。 - 本次評審：范瑋琪、黃韻玲、馬毓芬、黃小琥、鄭建國 - 比賽規則：參賽者演唱兩首歌曲，分別為拿手歌曲與老戰友合唱曲，兩首分別計分，最終分數累積至總決賽。 - 第一輪：〈拿手歌曲〉 - 賴聖恩（伊甸園的誓言/約書亞樂團）18分。 - 潘嗣敬（Bohemian Rhapsody/皇后合唱團）15分。 〈2018有一部電影「波西米亞狂想曲」是對皇后合唱團的音樂傳紀電影〉 - 簡鳳君（失去聯絡/薛岳）18分。 - 黎礎寧（Foolish games/珠兒）20分。 - 黃靖倫（你是我的女人/劉德華）15分。 - 徐佳瑩（陰天/莫文蔚）20分。 - 林芯儀（紅線/江蕙）18分。 - 參賽者積分榜：徐佳瑩63分、林芯儀61分、黎礎寧59分、黃靖倫57分、簡鳳君57分、賴聖恩53分、潘嗣敬51分。 - 第二輪：〈與老戰友默契合唱曲〉 - 本集登場的第三屆老戰友：吳正傑、王威登、林雨宣、李宏武、蔡忠穎、李伯恩、張棋惠。 - 賴聖恩+吳正傑（Julia/王力宏）20分。 - 潘嗣敬+王威登（In The End/聯合公園）23分。 - 簡鳳君+林雨宣（有你真好/范瑋琪+楊丞琳）17分。 - 黎礎寧+李宏武（I'll be there/Mariah Carey+Trey Lorenz）18分。 - 黃靖倫+蔡忠穎（外套/動力火車）20分。 - 徐佳瑩+李伯恩（最後一面/徐佳瑩+李伯恩）25分。 - 林芯儀+張棋惠（One night in 北京/信樂團）19分。 - 本集比賽中，徐佳瑩和李伯恩以《最後一面》一曲拿下25分滿分，是第三屆比賽出現的第八次滿分，亦是徐佳瑩個人第二次滿分，也是星光大道開播以來第十一次滿分。 - 比賽結果：徐佳瑩、林芯儀、黃靖倫及黎礎寧暫居分數最高的前四名。由徐佳瑩獲得機車一台。 - 參賽者積分榜：徐佳瑩88分、林芯儀80分、黃靖倫77分、黎礎寧77分、簡鳳君74分、潘嗣敬74分、賴聖恩73分。 |            |        |                                      |                                                                              |
| 26 | 2008/07/25 | 5.11   | 積分賽（三） 抗壓：偶像合唱抗壓賽    | 無                                                                           |
| - 本次評審：楊培安、張宇、左安安、袁惟仁、黃小琥 - 比賽規則：參賽者先演唱一首偶像代表作，再與偶像合唱，兩首歌曲分別計分，總分累積至星光三班總決賽。 - 第一輪：〈偶像代表作〉 - 賴聖恩（幸福號列車/古巨基）12分。 - 潘嗣敬（SORRY/蘇永康）11分。 - 簡鳳君（原諒我/蕭敬騰）17分。 - 黎礎寧（放生/范逸臣）13分。 - 黃靖倫（散了吧/林志炫）16分。 - 林芯儀（舊愛還是最美/蘇永康）19分。 - 徐佳瑩（我愛你/盧廣仲）23分。 - 中場表演：蘇永康（SORRY/蘇永康）+（舊愛還是最美/蘇永康）、蕭敬騰（原諒我/蕭敬騰）。 - 參賽者積分榜：徐佳瑩111分、林芯儀99分、黃靖倫93分、簡鳳君91分、黎礎寧90分、潘嗣敬85分、賴聖恩85分。 - 第二輪：〈與偶像合唱〉 - 本集參與藝人來賓：古巨基、蘇永康、蕭敬騰、范逸臣、林志炫、盧廣仲 - 賴聖恩+古巨基（忘了時間的鐘/古巨基）16分。 - 潘嗣敬+蘇永康（男人不該讓女人流淚/蘇永康）18分。 - 簡鳳君+蕭敬騰（王子的新衣/蕭敬騰）17分。 - 黎礎寧+范逸臣（Piano/范逸臣）20分。 - 黃靖倫+林志炫（如果不是因為妳/林志炫）16分。 - 林芯儀+蘇永康（相遇太早/蘇永康）20分。 - 徐佳瑩+盧廣仲（100種生活/盧廣仲）20分。 - 本集最高分可獲得價值四萬元XBOX360旗艦版主機，由徐佳瑩獲得。 - 參賽者積分榜：徐佳瑩131分、林芯儀119分、黎礎寧110分、黃靖倫109分、簡鳳君108分、潘嗣敬103分、賴聖恩101分。 |            |        |                                      |                                                                              |
| 27 | 2008/08/01 | 4.25   | 積分賽（四） 毅力：第七名決定賽      | 第七： 潘嗣敬^                                                               |
| - 本次評審：袁惟仁、陳子鴻、張宇、黃小琥、鄭建國 - 比賽規則：參賽者第一首演唱拿手歌曲，第二首與國內知名藝文團體共同表演，兩首分別計分，總分累積至總決賽，最低分者即為第七名。 - 第一輪：〈拿手歌曲〉 - 賴聖恩（Sexy Back/賈斯汀）22分。 - 潘嗣敬（爸我回來了/周杰倫）17分。 - 簡鳳君（愛過了頭/范逸臣）16分。 - 黃靖倫（我是真的/張信哲）16分。 - 黎礎寧（孤單Tequila/張惠妹）19分。 - 林芯儀（影子/劉沁）18分。 - 徐佳瑩（青花瓷/周杰倫）18分。 - 參賽者積分榜：徐佳瑩149分、林芯儀137分、黎礎寧129分、黃靖倫125分、簡鳳君124分、賴聖恩123分、潘嗣敬120分。 - 第二輪：〈與藝文團體共同表演〉 - 本集參與藝文團體：越界現代舞團（賴聖恩）、國光劇團（潘嗣敬）、十鼓擊樂團（簡鳳君）、台北打擊樂團（黃靖倫）、菲律賓男高音穆福淳（黎礎寧）、台北愛爾蘭踢踏舞團（林芯儀）、台北愛樂青少年兒童合唱團（徐佳瑩）。 - 賴聖恩+越界現代舞團（Free/蕭亞軒）21分。 - 潘嗣敬+國光劇團（曹操/林俊傑）18分。 - 簡鳳君+十鼓擊樂團（奔/孫燕姿）18分。 - 黃靖倫+台北打擊樂團（Quando Quando Quando/Engelbert Humperdinck）15分。 - 黎礎寧+菲律賓男高音穆福淳（Si no Te Hubiera Conocido（如果我從未遇見你）/Christina Aguilera+Luis Fonsi）21分。 - 林芯儀+台北愛爾蘭踢踏舞團（Don't be stupid/Shania Twain）23分。 - 徐佳瑩+台北愛樂青少年兒童合唱團（白旗/徐佳瑩）16分。 - 中場表演：袁惟仁+陳子鴻+張宇+黃小琥+台北打擊樂團（Quando Quando Quando/Engelbert Humperdinck）。 - 比賽結果：由賴聖恩獲得聲寶液晶電視一台；而潘嗣敬獲得第七名。 - 參賽者積分榜：徐佳瑩165分、林芯儀160分、黎礎寧150分、賴聖恩144分、簡鳳君142分、黃靖倫140分、潘嗣敬138分。 |            |        |                                      |                                                                              |
| 28 | 2008/08/10 | 3.35   | 積分賽（五） 信念：第六名決定賽      | 第六：黃靖倫                                                                 |
| - 本集因北京奧運開幕典禮，故順延至8/10晚間8點播出。 - 本次評審：袁惟仁、黃韻玲、張宇、黃小琥、鄭建國 - 比賽規則：參賽者第一首演唱拿手歌曲，第二首以全新曲風演唱經典老歌，兩首分別計分，總分累積至總決賽，五場積分賽總積分最低分者即為第六名，而本週前三高分者，獲得角逐搶先發行單曲的資格。 - 本集請到十名知名唱片製作人擔任陪審團，陪審團最後將決定KKBOX網站上之單曲錄製資格。 - 第一輪：〈拿手歌曲〉 - 黃靖倫（洗臉/梁詠琪）12分。 - 簡鳳君（開到荼蘼/王菲）19分。 - 賴聖恩（So Fun/李聖傑）15分。 - 黎礎寧（It’s Too Late/Carole King）16分。 - 林芯儀（不管有多苦/那英）19分。 - 徐佳瑩（藍天/黃義達）18分。 - 參賽者積分榜：徐佳瑩183分、林芯儀179分、黎礎寧166分、簡鳳君161分、賴聖恩159分、黃靖倫152分。 - 第二輪：〈老歌新唱〉 - 黃靖倫（流水年華/鳳飛飛）14分。 - 簡鳳君（每次都想呼喊你的名字/李恕權）18分。 - 賴聖恩（嘿嘿！！Taxi/歐陽菲菲）18分。 - 黎礎寧（給我一個吻/張露）21分。 - 林芯儀（迴/李恕權）20分。 - 徐佳瑩（愛的路上我和你/歐陽菲菲）23分。 - 星光音樂教室： - 雷鬼樂是1960年後期牙買加的流行音樂之一，融合美國節奏藍調與拉丁音樂，與一般流行樂的大鼓重音落在一、三拍不同，雷鬼樂的重音落在第二和第四拍。〈演唱上注意重點：在詮釋時可故意拖拍，著重在拍子的後面半拍，呈現出有「跳躍」感覺的演唱風格〉 - Bossa Nova在1950年代末期的巴西興起，由作曲大師Antonio Carlos Jobin推廣融合巴西森巴舞曲和美國酷派爵士，近期代表歌手小野麗莎。Bossa Nova呈現輕鬆柔和與慵懶甜美的感覺，音樂節奏的重拍落在拍子的第二拍與第四拍。〈詮釋上注意重點：演唱者本身要很放鬆很自在，需要用到很多氣音的方式去表達〉 - 爵士樂誕生在19世紀末，是一種起源於非洲黑人音樂，最後在美國成形的音樂形式，「頑皮豹」的配樂可歸類於爵士樂。爵士樂風格重要的特質是「搖擺的感覺」，音樂節奏很有呼吸性及很有規律性。〈爵士樂演唱的精神：隨性〉 - 搖滾樂在1950年代發源於美國，以黑人音樂和藍調為基礎，近期華人搖滾樂代表是阿密特。搖滾樂在演奏時選擇音色較強硬的樂器。代表樂器就是電吉他。〈搖滾樂演唱重點：唱腔要有力度、強調音準〉 - 靈魂樂（Soul）在1950年代源自美國，結合了節奏藍調和福音音樂，節奏很跳躍、鼓的碎點很多，而摩頓（Motown）是靈魂樂的一種，Motown比靈魂樂更商業化，音樂節奏更簡單，它的音樂類型華語作品有羅志祥的蝴蝶秀。 - 比賽結果：黃靖倫獲得第六名；徐佳瑩、林芯儀、黎礎寧暫居總決賽分數最高的前三名，徐佳瑩獲得KKBOX"星光祭"錄製資格。 - 參賽者積分榜：徐佳瑩206分、林芯儀199分、黎礎寧187分、簡鳳君179分、賴聖恩177分、黃靖倫166分。 |            |        |                                      |                                                                              |
| 29 | 2008/08/15 | 4.52   | 總決賽（Live）                       | 第一名：徐佳瑩 第二名：林芯儀／第三名：黎礎寧 第四名：簡鳳君／第五名：賴聖恩 |
| - 總決賽採現場直播（Live）方式播出，共分為兩環節比賽，比賽時間從晚間9時到隔日凌晨12時30分，長達三個半小時。冠軍可獲得新台幣250萬元獎金及一部價值50萬的TOYOTA轎車；第二名可獲得新台幣50萬元獎金；第三名可獲得新台幣30萬元獎金。 - 開場表演： - 李伯恩（曖昧/楊丞琳）。 - 王彥博（末日之戀/張智成）。 - 蔡忠穎（海嘯/庾澄慶）。 - 林雨宣（天天想你/張雨生）。 - 黃靖倫（一個人生活/林凡）。 - 潘嗣敬（We Are The Champions/皇后合唱團）。 - 李伯恩+蔡忠穎+王彥博+林雨宣+黃靖倫+潘嗣敬（We Are The Champions/皇后合唱團）。 - 本次評審：袁惟仁、黃韻玲、張宇、黃小琥、王偉忠 - 比賽規則：第一環節比賽先選出第五名，由前五場積分賽積分及第一環節比賽分數加總計算最低分者為第五名；第二環節比賽時，積分賽積分加上第一環節的分數除以11再乘以60%，再與第二環節分數乘以40%加總，分數最高者即是冠軍。 - 參賽者積分榜：徐佳瑩206分、林芯儀199分、黎礎寧187分、簡鳳君179分、賴聖恩177分。 - 第一輪：〈第五名決定賽〉 - 賴聖恩（Bet on it/羅志祥）17分。 - 簡鳳君（搖滾舞台/薛岳）+（就在今夜/金智娟）17分。 - 黎礎寧（Timeless/張力尹）14分。 - 林芯儀（一支獨秀/羅志祥）20分。 - 徐佳瑩（失落沙洲/徐佳瑩）19分。 - 參賽者積分榜：徐佳瑩225分、林芯儀219分、黎礎寧201分、簡鳳君196分、賴聖恩194分。 - 星光三班第五名是賴聖恩。 - 中場表演：賴聖恩（She Bangs/瑞奇馬汀）。 - 參賽者積分榜：徐佳瑩12.27分、林芯儀11.95分、黎礎寧10.96分、簡鳳君10.69分。 - 第二輪：〈總決賽〉 - 簡鳳君（你把我灌醉/黃大煒）14分。 - 黎礎寧（Fighter/克莉絲汀）16分。 - 林芯儀（Diamonds are a girl`s best friend/瑪麗蓮夢露）21分。 - 徐佳瑩（香水/徐佳瑩）23分。 - 星光三班的人氣王是黃靖倫。 - 參賽者積分榜：徐佳瑩21.47分、林芯儀20.35分、黎礎寧17.36分、簡鳳君16.29分。 - 在第二環節比賽中，由於徐佳瑩（21.47分）與林芯儀（20.35分）的分數非常接近，加上兩人最後評分時現場五位評審與製作人詹仁雄台下調度互動不良，讓許多電視機前及現場的觀眾認為影響了比賽的公正性，此事在網上也曾造成極大爭議。 - 中場表演：〈陳奕迅與星光三班的表演〉 - 陳奕迅+賴聖恩（不然你要我怎麼樣/陳奕迅）。 - 陳奕迅+簡鳳君（不要說話/陳奕迅）。 - 陳奕迅+黎礎寧（然後怎樣/陳奕迅）。 - 陳奕迅+林芯儀（對不起謝謝/陳奕迅）。 - 陳奕迅+徐佳瑩（快樂男生/陳奕迅）。 - 比賽結果：第一名是徐佳瑩，可獲得新台幣250萬元獎金及一部價值50萬的TOYOTA轎車；第二名是林芯儀，可獲得新台幣50萬元獎金；第三名是黎礎寧，可獲得新台幣30萬元獎金；第四名是簡鳳君；第五名是賴聖恩。                                   |            |        |                                      |                                                                              |
| 30 | 2008/08/22 | 3.06   | 驪歌：畢業典禮                       | －                                                                           |
| - 與前兩屆不同，本屆畢業典禮採友誼賽抽獎方式，分成紅隊與白隊。 - 8/16舉行的第四屆百人初選選出前50強，在本集新聲報到。 - 從第一屆比賽起即為常任評審的張宇，於本集宣布退出評審陣容。 - 本週評審：袁惟仁、黃韻玲、張宇、黃小琥、鄭建國 - 比賽規則：星光三班十強分為紅白兩組舉行PK賽，每項主題分數較高者，可優先挑選幸運箱，最終積分勝出組，可獲得KTV免費歡唱100小時。 - 紅隊有徐佳瑩、簡鳳君、賴聖恩、潘嗣敬、蔡忠穎。 - 白隊有林芯儀、黎礎寧、黃靖倫、林雨宣、王彥博。 - 第一組：〈一雪前恥PK賽〉 - 紅隊：蔡忠穎（第三者/梁靜茹）15分。 - 白隊：王彥博（愛我的人和我愛的人/游鴻明）18分。 - 第二組：〈語言挑戰PK賽〉 - 紅隊：簡鳳君（I don’t want to miss a thing/史密斯飛船）16分。〈挑戰英文歌曲〉 - 白隊：黎礎寧（家後/江蕙）16分。〈挑戰台語歌曲〉 - 第三組：〈家人助陣PK賽〉 - 紅隊：賴聖恩+賴聖偉（Walk On/陶喆）14分。 - 白隊：林雨宣+林鳳鈺（熱帶雨林/S.H.E）21分。 - 第四組：〈勁歌熱舞PK賽〉 - 紅隊：潘嗣敬（波間帶/林俊傑）22分。 - 白隊：黃靖倫（起床歌/曹格）19分。 - 第五組：〈你歌我唱PK賽〉 - 紅隊：徐佳瑩（夢一場/那英）19分。 - 白隊：林芯儀（落雨聲/江蕙）24分。 - 比賽結果：紅隊86分PK白隊98分〈勝〉，由白隊獲勝，得到KTV免費歡唱100小時。 - 簡訊人氣王是黃靖倫。 - 終場表演：黃靖倫的父親黃啟威（天涯芳草/余天）、徐佳瑩（星光祭/徐佳瑩）。 |            |        |                                      |                                                                              |

※被淘汰者標示說明：標示*者為美國區選手，標示^者為東南亞區選手，標示†者為日本區選手，無標示者為台灣區選手。
※收視率資料來源：AGB尼爾森媒體研究、中時娛樂
※節目內容參考來源：第三屆 超級星光大道 非官方vlog （页面存档备份，存于）、批踢踢實業坊

## 排名趨勢表

### 參賽者排名
| 1.  | 林芯儀19 | 徐佳瑩23 | 吳正傑25 | 王彥博20 | 賴聖恩20 | 賴聖恩23 | 黎礎寧25 | 黎礎寧21 | 黎礎寧25 | 簡鳳君25 | 林芯儀20 | 林芯儀23 | 簡鳳君25 | 潘嗣敬22 | 徐佳瑩43 | 徐佳瑩45 | 徐佳瑩43 | 徐佳瑩34 | 徐佳瑩41 | 徐佳瑩19 | 徐佳瑩23 |  |  |  |  |  |
| 2.  | 簡鳳君18 | 黎礎寧20 | 賴聖恩25 | 徐佳瑩20 | 李伯恩20 | 徐佳瑩21 | 徐佳瑩23 | 徐佳瑩20 | 徐佳瑩20 | 林芯儀20 | 徐佳瑩20 | 黎礎寧22 | 徐佳瑩21 | 孫碧娜19 | 林芯儀43 | 林芯儀37 | 林芯儀39 | 林芯儀41 | 林芯儀39 | 林芯儀20 | 林芯儀21 |  |  |  |  |  |
| 3.  | 林雨宣18 | 林芯儀18 | 林芯儀18 | 林雨宣19 | 林芯儀18 | 林芯儀20 | 賴聖恩19 | 賴聖恩19 | 賴聖恩20 | 黃靖倫20 | 簡鳳君18 | 徐佳瑩20 | 林芯儀20 | 賴聖恩18 | 黃靖倫42 | 黎礎寧38 | 黎礎寧33 | 黎礎寧40 | 黎礎寧37 | 黎礎寧14 | 黎礎寧16 |  |  |  |  |  |
| 4.  | 徐佳瑩18 | 賴聖恩18 | 李伯恩18 | 林芯儀18 | 黎礎寧18 | 黎礎寧20 | 王彥博19 | 林芯儀18 | 潘嗣敬19 | 黎礎寧18 | 林雨宣18 | 簡鳳君19 | 黃靖倫20 | 藍惠君16 | 黎礎寧39 | 黃靖倫35 | 黃靖倫32 | 賴聖恩43 | 簡鳳君37 | 簡鳳君17 | 簡鳳君14 |  |  |  |  |  |
| 5.  | 黎礎寧17 | 吳正傑18 | 蔡忠穎18 | 簡鳳君18 | 潘嗣敬18 | 簡鳳君20 | 黃靖倫18 | 簡鳳君18 | 林雨宣19 | 賴聖恩17 | 黎礎寧17 | 賴聖恩18 | 黎礎寧19 | 蔡忠穎15 | 簡鳳君39 | 簡鳳君35 | 簡鳳君34 | 簡鳳君34 | 賴聖恩33 | 賴聖恩17 |          |  |  |  |  |  |
| 6.  | 蔡忠穎17 | 林雨宣17 | 徐佳瑩18 | 黎礎寧18 | 陳玉嬋18 | 王彥博18 | 林雨宣17 | 黃靖倫18 | 簡鳳君17 | 林雨宣17 | 黃靖倫16 | 黃靖倫16 | 賴聖恩14 | 林雨宣14 | 潘嗣敬36 | 潘嗣敬38 | 潘嗣敬29 | 黃靖倫31 | 黃靖倫26 |          |          |  |  |  |  |  |
| 7.  | 王彥博17 | 簡鳳君17 | 陳玉嬋16 | 李伯恩17 | 徐佳瑩18 | 黃靖倫18 | 林芯儀16 | 潘嗣敬18 | 黃靖倫17 | 潘嗣敬16 | 王彥博15 | 林雨宣14 |          | 林鴻鳴14 | 賴聖恩35 | 賴聖恩38 | 賴聖恩28 | 潘嗣敬35 |          |          |          |  |  |  |  |  |
| 8.  | 賴聖恩16 | 黃靖倫17 | 王彥博16 | 潘嗣敬17 | 吳正傑17 | 林雨宣16 | 簡鳳君15 | 蔡忠穎16 | 林芯儀15 | 徐佳瑩15 | 賴聖恩14 |          |          | 安唯綾13 |          |          |          |          |          |          |          |  |  |  |  |  |
| 9.  | 李伯恩16 | 蔡忠穎16 | 林雨宣15 | 陳玉嬋16 | 簡鳳君16 | 周柔柔16 | 李伯恩15 | 王彥博15 | 王彥博15 | 王彥博15 |          |          |          | 王彥博13 |          |          |          |          |          |          |          |  |  |  |  |  |
| 10. | 傅英豪15 | 王彥博16 | 潘嗣敬15 | 周柔柔16 | 黃靖倫15 | 潘嗣敬16 | 蔡忠穎15 | 林雨宣15 | 蔡忠穎13 |          |          |          |          | 曾靜玟13 |          |          |          |          |          |          |          |  |  |  |  |  |
| 11. | 黃靖倫15 | 李伯恩16 | 周柔柔14 | 黃靖倫16 | 王彥博15 | 陳玉嬋16 | 潘嗣敬14 | 李伯恩15 |          |          |          |          |          | 林芯儀   |          |          |          |          |          |          |          |  |  |  |  |  |
| 12. | 王威登14 | 陳玉嬋15 | 黎礎寧14 | 吳正傑15 | 林雨宣15 | 李伯恩15 | 周柔柔11 |          |          |          |          |          |          | 黎礎寧   |          |          |          |          |          |          |          |  |  |  |  |  |
| 13. | 周柔柔14 | 周柔柔14 | 簡鳳君14 | 賴聖恩15 | 周柔柔15 | 蔡忠穎15 |          |          |          |          |          |          |          | 徐佳瑩   |          |          |          |          |          |          |          |  |  |  |  |  |
| 14. | 陳玉嬋13 | 張棋惠13 | 黃靖倫14 | 蔡忠穎14 | 蔡忠穎15 | 吳正傑15 |          |          |          |          |          |          |          | 簡鳳君   |          |          |          |          |          |          |          |  |  |  |  |  |
| 15. | 潘嗣敬13 | 蔡嘉航13 | 蔡嘉航13 | 蔡嘉航13 |          |          |          |          |          |          |          |          |          | 黃靖倫   |          |          |          |          |          |          |          |  |  |  |  |  |
| 16. | 楊博丞13 | 潘嗣敬12 | 楊博丞13 |          |          |          |          |          |          |          |          |          |          |          |          |          |          |          |          |          |          |  |  |  |  |  |
| 17. | 吳正傑13 | 王威登11 |          |          |          |          |          |          |          |          |          |          |          |          |          |          |          |          |          |          |          |  |  |  |  |  |
| 18. | 蔡嘉航12 | 楊博丞11 |          |          |          |          |          |          |          |          |          |          |          |          |          |          |          |          |          |          |          |  |  |  |  |  |
| 19. | 張棋惠11 |          |          |          |          |          |          |          |          |          |          |          |          |          |          |          |          |          |          |          |          |  |  |  |  |  |
| 20. | 張宇廷11 |          |          |          |          |          |          |          |          |          |          |          |          |          |          |          |          |          |          |          |          |  |  |  |  |  |

※參賽者註記說明：
 　冠軍
 　亞軍
 　季軍
 　殿軍
 　第五名
 　第六名
 　第七名
 　滿分（25分）
 　獲得獎品（當集最高分/最佳進步/踢館者:當集前三高分/兩環節合計前三高分與被陪審團選中獲獎）(第14集至第28集)
 　   復活成功
 　復活失敗
 　20分/40分或以上
 　20分以上但PK失敗
 　進入失敗區（第14集開始，過關標準由16分提高至18分）
 　被淘汰
 　PK失敗並遭到淘汰
 　本集無參賽（保送）
 　退賽
上標　參賽者分數
第24集至第29集為冠軍賽。上表之有關排名為該場/環節後之總排名。
第24集前三高分有機會獲得百萬廣告代言。由徐佳瑩獲得。
第28集前三高分有機會獲得單曲發行機會。由徐佳瑩獲得。

### 踢館者排名
| 排名 | 第20集   | 第21集    | 第22集   |
| ---- | -------- | --------- | -------- |
| 1.   | 曾靜玟22 | 林淑晶18  | 洪子涵21 |
| 2.   | 林鴻鳴20 | 朱豪仁18  | 孫碧娜20 |
| 3.   | 梁一貞19 | 梁一貞17  | 林淑晶18 |
| 4.   | 藍惠君18 | 張夢秦16  | 張心傑18 |
| 5.   | 吳承洪15 | 林鴻鳴15  | 梁任寧15 |
| 6.   | 何書宇14 | 張曉媚 14 | 林昱志15 |
| 7.   | 李成基14 | 顏莞蒨14  |          |
| 8.   | 陳姿樺12 |           |          |

 　25分（滿分）
 　20分或以上
 　20分以上但踢館失敗
 　淘汰掉參賽者
 　團體踢館失敗
 　踢館失敗

## 參賽者

### 星光三班前 10 強
第一名：徐佳瑩
第二名：林芯儀
第三名：黎礎寧
第四名：簡鳳君
第五名：賴聖恩

第六名：黃靖倫
第七名：潘嗣敬
第八名：林雨宣
第九名：王彥博
第十名：蔡忠穎

### 星光三班 11~20 強
第十一名：李伯恩
第十二名：周柔柔

第十三名：陳玉嬋
第十四名：吳正傑
第十五名：蔡嘉航

第十六名：楊博丞
第十七名：張棋惠

第十八名：王威登
第十九名：傅英豪
第二十名：張宇廷

## 製作團隊
- 監製：陳浩
- 編審：程芳倩
- 製作人：王偉忠、詹仁雄
- 執行製作人：劉安華
- 策劃：吳宜達
- 執行製作：汪雅筑
- 企劃：賴純琦
- 製作群：郭惠齡、鄧郁馨、呂宛諭、林賀萍、周亮辰、吳哲慶、吳宴鈴
- 音樂設計：劉敏宏
- 技術指導：徐啟雄、陳恆泰
- 攝影：吳清俊、侯坤璋、周亮宇、黃弘琦、沈大昌、郭加藤
- 燈光：陳康德、林琪得
- 剪輯：鍾瑞華
- 美術指導：嚴婉君
- 旁白：于正昌
- 現場指導：陳振閣
- 助理導播：孫怡芬
- 導播：楊少驊
- 監製公司：中國電視公司

## 外部連結
- 中視《超級星光大道》官方網站
- 超級星光大道官方部落格（第三屆）